# Campeonato Sudamericano Sub-17 de 1995
El Campeonato Sudamericano Sub-17 de 1995 se llevó a cabo en Perú. La selección de Brasil finalmente se consagró campeona del torneo y aseguró, junto con Argentina, los pasajes al mundial de la categoría junto a Ecuador, anfitrión del Campeonato Mundial Sub-17. 
Las sedes del torneo fueron las ciudades de Lima y Trujillo. Ecuador no participó en el torneo debido a los problemas limítrofes que habían desencadenado un conflicto bélico en los meses de enero y febrero de ese año con Perú, a pesar de ser organizador de la Copa Mundial Sub-17.

## Sedes
- Estadio Nacional del Perú, Lima

- Estadio Mansiche, Trujillo

## Primera fase
Los 9 equipos participantes en la primera ronda se dividieron en 2 grupos, uno de 5 equipos y otro de 4. Luego de una liguilla simple (a una sola rueda de partidos), pasaron a segunda ronda los equipos que ocuparon las posiciones primera y segunda de cada grupo.

### Grupo A
| Equipo    | Pts | PJ | PG | PE | PP | GF | GC |
| --------- | --- | -- | -- | -- | -- | -- | -- |
| Argentina | 9   | 3  | 3  | 0  | 0  | 9  | 2  |
| Uruguay   | 6   | 3  | 2  | 0  | 1  | 9  | 3  |
| Perú      | 1   | 3  | 0  | 1  | 2  | 4  | 7  |
| Venezuela | 1   | 3  | 0  | 1  | 2  | 4  | 14 |

| Argentina | 2:1 | Uruguay   | Lima |  |
| Perú      | 3:3 | Venezuela | Lima |  |
| Argentina | 5:0 | Venezuela | Lima |  |
| Perú      | 0:2 | Uruguay   | Lima |  |
| Uruguay   | 6:1 | Venezuela | Lima |  |
| Perú      | 1:2 | Argentina | Lima |  |

### Grupo B
| Equipo   | Pts | PJ | PG | PE | PP | GF | GC |
| -------- | --- | -- | -- | -- | -- | -- | -- |
| Brasil   | 10  | 4  | 3  | 1  | 0  | 7  | 3  |
| Chile    | 5   | 4  | 1  | 2  | 1  | 7  | 8  |
| Colombia | 4   | 4  | 1  | 1  | 2  | 6  | 6  |
| Paraguay | 4   | 4  | 1  | 1  | 2  | 6  | 6  |
| Bolivia  | 4   | 4  | 1  | 1  | 2  | 2  | 5  |

| Chile    | 2:4 | Paraguay | Trujillo |  |
| Brasil   | 2:1 | Colombia | Trujillo |  |
| Chile    | 1:1 | Bolivia  | Trujillo |  |
| Colombia | 1:1 | Paraguay | Trujillo |  |
| Brasil   | 2:1 | Paraguay | Trujillo |  |
| Colombia | 2:0 | Bolivia  | Trujillo |  |
| Brasil   | 2:0 | Bolivia  | Trujillo |  |
| Colombia | 2:3 | Chile    | Trujillo |  |
| Brasil   | 1:1 | Chile    | Trujillo |  |
| Paraguay | 0:1 | Bolivia  | Trujillo |  |

## Fase final
La ronda final se disputó con el mismo sistema de juego de todos contra todos por los cuatro equipos clasificados de la primera ronda.
| Equipo    | Pts | PJ | PG | PE | PP | GF | GC | Dif. |
| --------- | --- | -- | -- | -- | -- | -- | -- | ---- |
| Brasil    | 9   | 3  | 3  | 0  | 0  | 12 | 1  | +11  |
| Argentina | 4   | 3  | 1  | 1  | 1  | 3  | 2  | +1   |
| Uruguay   | 2   | 3  | 0  | 2  | 1  | 4  | 5  | -1   |
| Chile     | 1   | 3  | 0  | 1  | 2  | 4  | 15 | -11  |

|  | Clasificado para la Copa Mundial de Fútbol Sub-17 de 1995 |

|  | Argentina | 2:0 | Chile | ?, Lima       |  |
|  |           |     |       | Árbitro(s): ? |  |

|  | Brasil | 1:0 | Uruguay | ?, Lima       |  |
|  |        |     |         | Árbitro(s): ? |  |

|  | Brasil | 10:1 | Chile | ?, Lima       |  |
|  |        |      |       | Árbitro(s): ? |  |

|  | Argentina | 1:1 | Uruguay | ?, Lima       |  |
|  |           |     |         | Árbitro(s): ? |  |

|  | Uruguay | 3:3 | Chile | ?, Lima       |  |
|  |         |     |       | Árbitro(s): ? |  |

|  | Brasil | 1:0 | Argentina | ?, Lima       |  |
|  |        |     |           | Árbitro(s): ? |  |

|                            |
| Bandera de Brasil          |
| Campeón Brasil 3.er título |

## Cuadro Final 1995
|   | Selección | Pts. | PJ | PG | PE | PP | GF | GC | Dif. |
| 1 | Brasil    | 19   | 7  | 6  | 1  | 0  | 19 | 4  | 15   |
| 2 | Argentina | 13   | 6  | 4  | 1  | 1  | 12 | 4  | 8    |
| 3 | Uruguay   | 8    | 6  | 2  | 2  | 2  | 13 | 8  | 5    |
| 4 | Chile     | 6    | 7  | 1  | 3  | 3  | 11 | 23 | -12  |
| 5 | Colombia  | 4    | 4  | 1  | 1  | 2  | 6  | 6  | 0    |
| 6 | Paraguay  | 4    | 4  | 1  | 1  | 2  | 6  | 6  | 0    |
| 7 | Bolivia   | 4    | 4  | 1  | 1  | 2  | 2  | 5  | -3   |
| 8 | Perú      | 1    | 3  | 0  | 1  | 2  | 4  | 7  | -3   |
| 9 | Venezuela | 1    | 3  | 0  | 1  | 2  | 4  | 14 | -10  |

## Clasificados al Mundial Sub-17 Ecuador 1995
| Bandera de Ecuador | Bandera de Brasil | Bandera de Argentina |
| Ecuador            | Brasil            | Argentina            |
| Anfitrión          | Campeón           | Subcampeón           |
| ------------------ | ----------------- | -------------------- |